# Сон рослин
Сон рослин – процес метаболізму чи захисту рослин, що відбувається у період, коли неможливо здійснювати фотосинтез (ніч). 

## Механізм

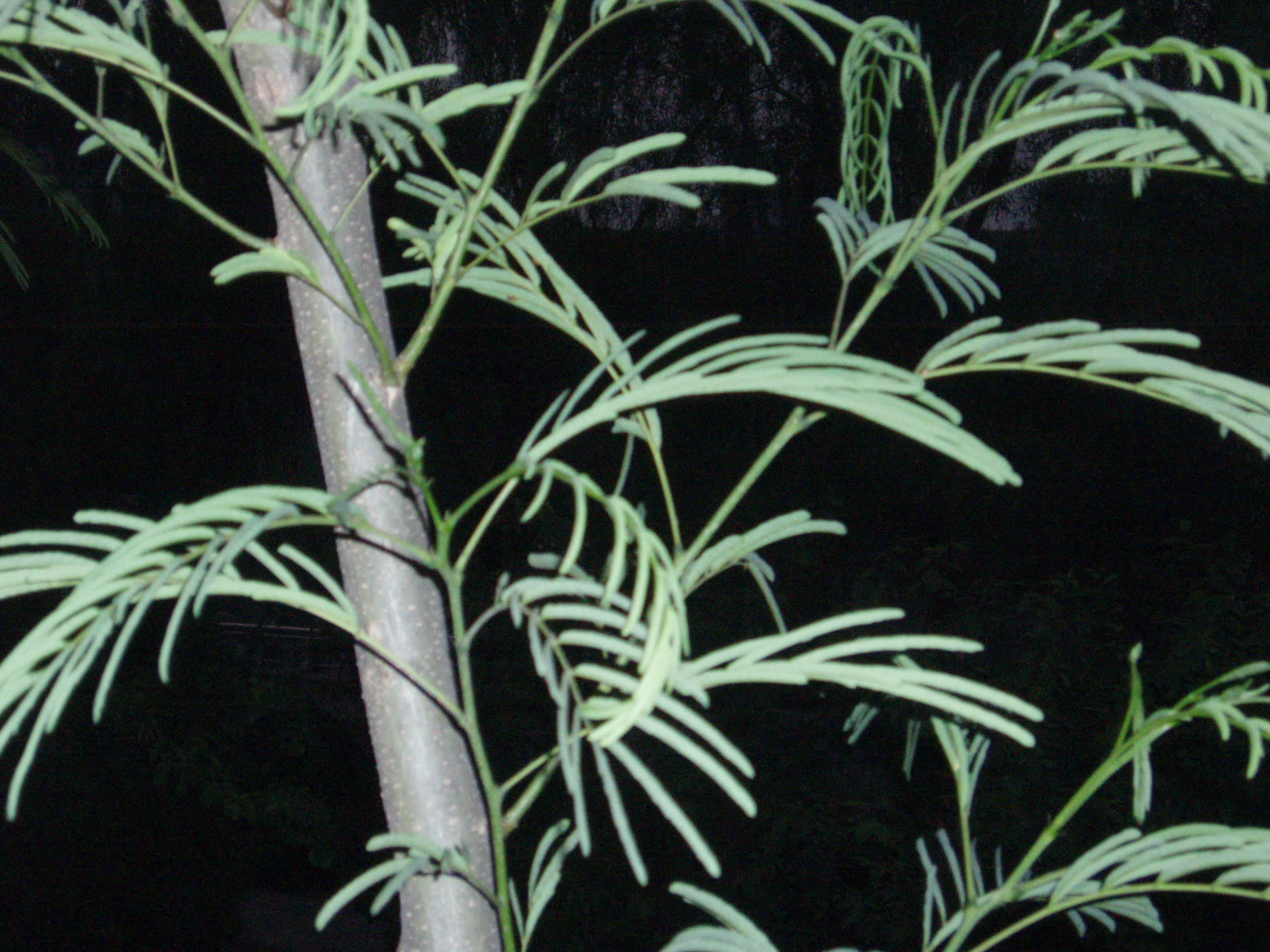
Закриті листя Albizia julibrissin

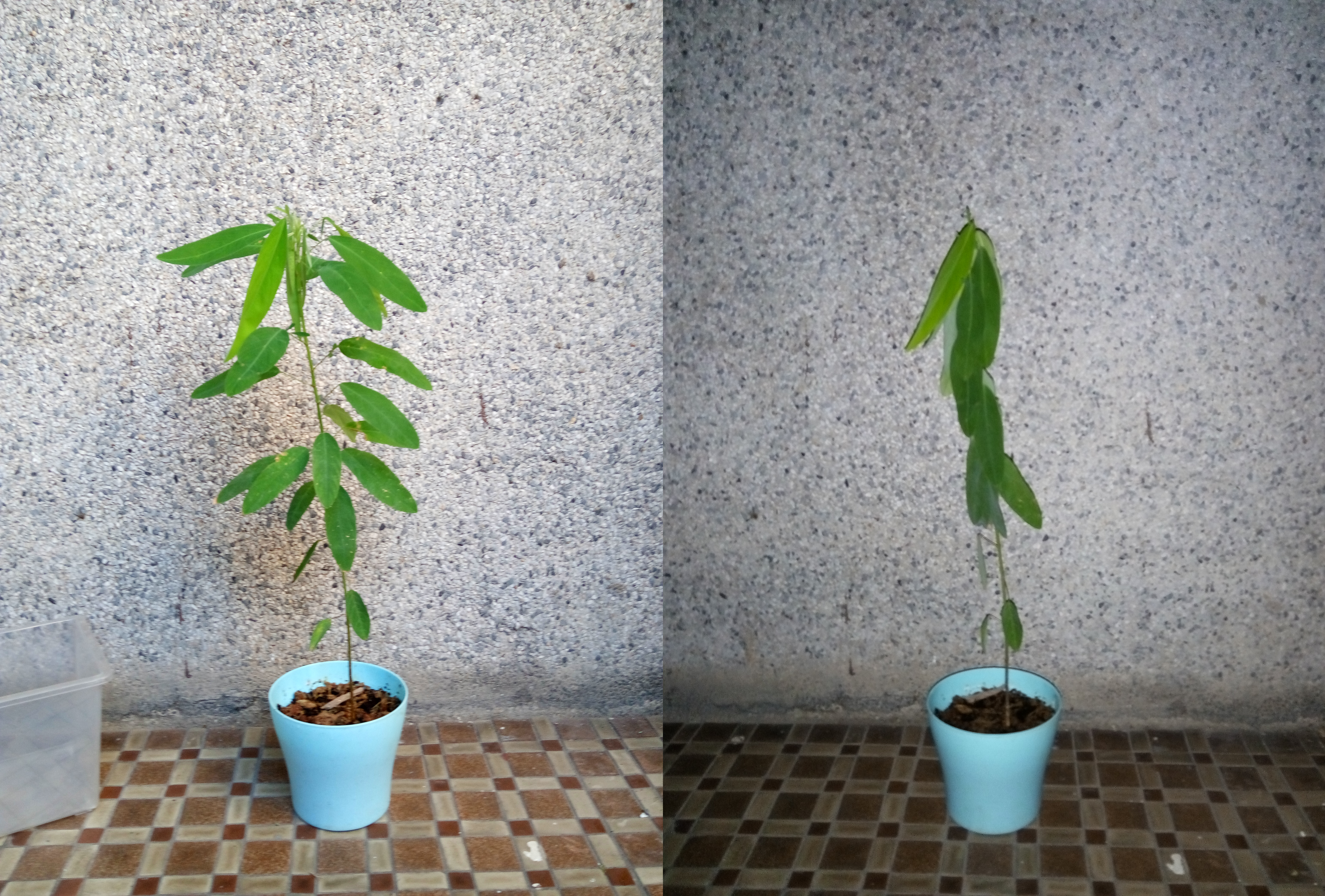
Сон Codariocalyx motorius

На відміну від тваринного сну, рослини не відпочивають у цей час, а проводять складні процеси росту і перетворення; з ґрунту поглинаються ті поживні речовини, які гірше надходять удень,  а інші, навпаки, в темряві виділяються назовні; крохмаль накопичений під час фотосинтезу переноситься у інші частини рослини (стебла, корені, ростучі верхівки). 
Для багатьох біохімічних процесів потрібне тепло, яке вночі значно зменшується. Через відсутність у рослин терморегуляції, складання листя дозволяє зменшити площу, що охолоджується. У деяких рослин нижня частина листя біліша (квасоля, акація, лобода, конюшина, підбіл) та вкрита пушком чи нальотом. При засинанні листя складається так, що ця біліша сторона, яка випромінює менше тепла, дивиться назовні, тоді як темніша всередину. Таким чином рослина зберігає тепло.
Оскільки рослина переважно росте вночі, коливання температури може пригальмовувати її ріст. Наприклад занадто теплі ночі викликають бурхливу реакцію і надто сильний розпад речовин, що викликає так зване непродуктивне дихання, асиміляти перегорають. Холодні ночі призводять до того, що асиміляти залишаються у листі чим гальмують фотосинтез наступного дня.
Окрім механізмів збереження тепла рослини у відсутності світла запускає процеси цвітіння (фотоперіодизм). 
Закривання квітів на ніч пояснюють тим, що роса, осідаючи всередині квітки, змочувала б пилок, позбавляючи її здатності виконувати функції відтворення. 
Часто фізіологи рослин і агрономи недооцінюють нічне життя рослин, хоча дуже важливі процеси відбуваються у період сну.
Дослідження сну рослини роду Albizia показали, що після двох тижнів без сну рослина жовтіє і зрештою вмирає.  

## Приклади сну

Підняття листя на ніч у Maranta leuconeura var. erythroneura

Багато видів рослин змінюють свій вигляд у період сну. Закривають свої квіти кульбаба, крокуси, тюльпани; згортають листя догори льон, картопля, конюшина, квасоля, лобода, схиляють їх додолу боби, кінський каштан, рокита, кислиця. Аґрус на ніч притуляє зелені ще плоди ближче до гілки. 

## У сільському господарстві
Інколи при сприятливих умовах для росту рослин (запас вологи у ґрунті) деякі культури, особливо зернові – озима і яра пшениця, жито, ячмінь, овес – ростуть дуже незадовільно, утворюючи малу надземну масу. Перша причина цього – холодні ночі. Навіть на півдні України температура вночі навіть у червні становить лише 9-10 градусів, тоді як на півночі буває ще нижче. У безхмарну погоду рослини сильно охолоджуються внаслідок прямого випромінювання інфрачервоної радіації, так що температура їх тіла на 2-4 градуси нижча за температура повітря. Злакові розвиваються у таких умовах погано, тоді як бобові ростуть напрочуд розкішно, це пояснюється кращою пристосованістю останніх до нічного холоду, оскільки вони уміють спати вночі.